# Ichauli
Ichauli és una ciutat del districte de Sitapur a Uttar Pradesh a uns 45 km al nord-oest de Barabanki. La població el 1881 era de 4.751 habitants. Estació ferroviària, la seva població actual és poc important i no apareix al cens.
Aquesta població pertanyia als bhars que la van perdre davant Mahmud de Gazni al començar el segle xi. El fort bhar fou arrasat i la regió donada en feu a un general que va refundar la ciutat i hi va portar colons musulmans, però en va conservar el nom. Els seus suposats descendents encara viuen a la població. Hi va néixer el maharaja Tikait Raj, ministre de finances d'Asaf al-Dawla, nawab d'Oudh (1775 - 1797). Tikait va construir una gran cisterna a la vila.